# Governo Calà Ulloa I
Il governo Calà Ulloa I è stato il ventesimo governo del Regno delle Due Sicilie. Ultimo governo del Regno Borbonico, è stato succeduto dal governo in esilio, sempre guidato da Calà Ulloa.

## Composizione
- Pietro Calà Ulloa, duca di Lauria: Ministro Segretario di Stato degli Affari Interni, Ministro Segretario di Stato di Grazia e Giustizia, Ministro Segretario di Stato della Polizia, Ministro Segretario di Stato dei Lavori Pubblici, Ministro Segretario di Stato della Istruzione pubblica, Ministro Segretario di Stato degli Affari ecclesiastici.[1].
- Francesco Angelo Casella: Ministro Segretario di Stato alla guerra[2]